# Sinaida Alexandrowna von Minkwitz
Sinaida Alexandrowna von Minkwitz (auch Zenaida Alexandrovna Minkwitz, Minckwitz, Minkwits; russisch Зинаида Александровна фон Минквиц; * 1878 in St. Petersburg; † 1918) war eine russische Botanikerin und Übersetzerin.

## Leben
Minkwitz besuchte das Maria-Mädchengymnasium in Helsinki. 1907 kehrte sie nach St. Petersburg zurück und studierte Botanik bei Boris Alexejewitsch Fedtschenko im Herbarium des St. Petersburger Kaiserlichen Botanischen Gartens.
Ab 1908 erforschte sie zusammen mit ihrer Cousine Olga von Knorring die Flora in den Ujesds Schymkent, Aulije-Ata, Perowsk (Kasachstan) und Andijon (Usbekistan). 1913 wurde sie in die usbekische Ujesd Kokand geschickt. Ihre Ergebnisse veröffentlichte sie in einem eigenen Bericht, wofür sie die Kleine Silbermedaille der Russischen Geographischen Gesellschaft erhielt. Danach erforschte sie die Flora im Oka-Tal in der Umgebung Tarussas.
Neben ihren botanischen Untersuchungen übersetzte Minkwitz Theaterstücke westeuropäischer Autoren ins Russische.
Minkwitz starb während des Russischen Bürgerkriegs unter schwierigsten materiellen Bedingungen im Herbst 1918 an Typhus.

## Nach Minkwitz benannte Pflanzen
- Cousinia minkwitziae Bornm., 1916
- Ferula minkwitziae Korovin, 1947 (= Ferula tschimganica Lipsky ex Korovin, 1947)
- Primula minkwitziae W.W.Sm., 1934
- Scutellaria ×minkwitziae Juz., 1954
- Thesium minkwitzianum B.Fedtsch., 1923